# Три од пет
Три од пет је улични квиз који је почео са емитовањем 20. марта 2023. на телевизији Б92, сваког радног дана у термину од 14 часова. Водитељи квиза су Славица Љујић и Урош Милојевић.
Овај квиз пружа прилику учесницима да се - готово успут, док су на улици и заокупљени свакодневицом - забаве, тестирају своје знање и можда нешто зараде. Свака епизода је специфична по избору такмичара. Некада су то мушкарци са брковима, такмичари који се нпр. презивају Петровић, жене плаве косе итд.

## Правила квиза

### Квалификације
Представља уводну рунду где водитељски пар тражи потенцијалног такмичара. Када га нађу, он треба да им одговори на минимум три од пет постављених питања како би зарадио суму од 3.000 динара. Након тога га питају у ком тиму жели да буде - код Славице или Уроша. Затим се иста процедура понавља и за тражење другог такмичара с тим што он постаје део противничког тима.
Као и квалификациона, прве две рунде вреде по 3.000 динара.

### Рунда 1
Такмичарима се поставља пет питања из опште културе и информисаности за која се јављају притиском на тастер. Право да први одговара има бржи такмичар. И овде се траже одговори на минимум три питања. Ако ниједан од такмичара нема три тачна одговора онда у овој игри нема победника.

### Рунда 2
Ова рунда је везана за способности и вештине такмичара и извлачи се три од пет могућих игара. У свим играма победник је онај ко први испуни задатак. Победник рунде је онај који победи у најмање две игре.
- Торањ — Потребно је наслагати шест коцкица за јамб у облику торња, користећи кинеске штапиће.

- Слалом — Водитељи наводе члана свог тима (који има повез на очима) како да што брже прође препреке у виду пластичних чаша.

- Кошарка — У чашу је потребно убацити три пинг-понг лоптице, гађање се врши наизменично.

- Пирамида — Од такмичара се тражи да шест пластичних чаша, наслаганих у облику пирамиде, ставе једну у другу уз помоћ једне руке.

- Из шупљег у празно — Такмичари имају задатак да, са повезом на очима, уз помоћ пластичних кашика, пребаце једанаест пинг-понг лоптица из заједничке у своје, мање посуде. Победник је онај који покупи више лоптица.

### Рунда 3
Рунда у којој такмичари могу да дуплирају дотад освојени износ, уколико дају тачан одговор на питање. Право да први одговара има онај такмичар који се брже јави. У случају погрешног одговора задржава се освојена сума. Максимум који је могуће освојити, након дуплирања, је 18.000 динара. 
У прве четири епизоде је важило другачије правило: такмичар који освоји мање новца одлази са том сумом, а само се победнику рунди нуди питање за дуплирање после којег, ако не да тачан одговор, губи све што је зарадио.

## Епизоде
| Сезона | Сезона | Број епизода | Премијерно емитовање | Премијерно емитовање |
| Сезона | Сезона | Број епизода | Почетак емитовања    | Завршетак емитовања  |
| ------ | ------ | ------------ | -------------------- | -------------------- |
|        | 1      | 53 (1 – 53)  | 20. март 2023.       | 1. јун 2023.         |